# Pediasia simiensis
Pediasia simiensis là một loài bướm đêm trong họ Crambidae.